# Doherty's bergbrilvogel
Doherty's bergbrilvogel (Heleia dohertyi, synoniem Lophozosterops dohertyi) is een zangvogel uit de familie Zosteropidae (brilvogels). Deze vogel is genoemd naar de Amerikaanse natuuronderzoeker William Doherty die een exemplaar van deze vogel had verzameld op Sumbawa.

## Verspreiding en leefgebied
Deze soort is endemisch op de Kleine Soenda-eilanden en telt twee ondersoorten:
- H. d. dohertyi: Sumbawa.
- H. d. subcristata: Flores.

## Status
De grootte van de populatie is niet gekwantificeerd maar de soort wordt omschreven als algemeen in vochtig primair bos en schaars tot zeldzaam in secundair bos. Op de Rode lijst van de IUCN heeft deze soort de status niet bedreigd.